# Ярешко Сергій Павлович
Яре́шко Сергíй Па́влович (20 травня 1960 р., Конотоп) — український художник. Доцент кафедри Української академії перукарської майстерності та декоративної косметики (дисципліни «Кольорознавство», «Спецмалюнок», «Живопис»), член Спілки художників України, учасник республіканських, всеукраїнських та міжнародних митецьких виставок.

## Біографія
Сергій Ярешко народився 20 травня 1960 року в місті Конотопі Сумської області. Перші навички образотворчого мистецтва отримав при Будинку піонерів у Конотопі. У 1977—1978 роках працював художником-оформлювачем в Будинку культури заводу КЕМЗ. Тоді ж, під керівництвом Ю.Резніченко, брав участь в створенні декорацій до спектаклів К. Симонова «Так і буде» (режисер Н.Піскун) та А. Штока «Божественная комедія» (режисер Г. Костель).
У 1981—1985 роках навчався у Харківському державному художньому училищі (викладачі В. Висікайло, В. Гольба). Після закінчення училища, у 1985—1987 роках працював у Першотравневому будинку культури, де в місцевому театрі «Современник» розробляв декорації до спектаклю Л.Погодіна «Людина з рушницею» (режисер І. Ширінгин).
У 1987 році поступає до Київського державного художнього інституту на факультет станкового живопису (викладачі В. Барінова-Кулєба, Т. Голембієвська, В. Болдирев, В. Забашта). З четвертого курсу займався в майстерні Віктора Шаталіна.
У 1992 році захищає диплом (картина «За Шевченківськими творами») та продовжує навчання на асистентурі при Українській академії мистецтв в майстернях академіків М.Дерегуса і Г.Якутовича. В цей період активно працює в області абстрактного, концептуального мистецтва. Цілий цикл робіт підкріплює теоретичною роботою «Деякі принципи енергетичного синтезу в образотворчому мистецтві», яка була представлена на кафедрі графіки Української академії мистецтв 19 листопада 1996 року. З 1994 по 1996 рік створюється дві серії робіт під загальною назвою «Концепція енергосинтезу» і «Енергофокус».
З 1995 року прийнятий до Спілки художників України.
У 1997—2001 роках викладає дисципліни «малюнок» і «живопис» у Київському технологічному технікумі. У 1998 році створює батальне полотно «З історії Київської Русі». У 2005 році на Міжнародній науково-практичній конференції «Педагогічні та рекреаційні технології в сучасній індустрії дозвілля» виступає із статтею «Рекреаційний потенціал мистецтва». З 2001 року[коли?] викладає дисципліни «Спецмалюнок» і «Основи композиції» на факультеті дизайну та індустрії моди Київського Національного Університету Культури та мистецтв, а також дисципліни «малюнок», «живопис», «кольорознавство» в академії «PIVOT POINT».
Роботи зберігаються в галереях і музеях України, а також в приватних колекціях України, Вірменії, Швеції, Франції, Греції, США.